# خانه ساروخانی
خانه ساروخانی مربوط به دوره پهلوی است و در قزوین، خیابان امام، زرگرک واقع شده و این اثر در تاریخ ۱۹ مرداد ۱۳۸۴ با شمارهٔ ثبت ۱۲۹۰۲ به‌عنوان یکی از آثار ملی ایران به ثبت رسیده‌است.